# Alegeri legislative în Polonia, 1928
Alegerile legislative din Polonia, 1928 s-au ținut în perioada dintre 4 și 11 martie și a fost a treia oară când au avut loc alegeri în Republica a doua Poloneză. Bezpartyjny Blok Współpracy z Rządem (Bloc-ul de colaborare cu Guvernul non-partizan) - o coaliție a grupului Sanacja - a câștigat cele mai multe locuri (125 din 444 din Sejm (Parlamentul polonez) - 28,12% din total, și 48 din 111 din Senatul polonez - 43,24% din total), dar spre deosebire de alegerile precedente, cele din 1928 erau considerate libere, în urma cărora și partidele de opoziție au câștigat un număr semnificativ de locuri. Alegerile parlamentare din 1928 sunt în general considerate ultimele alegeri libere din Polonia până în anul 1989 (sau 1991).

## Istoric
Alegerile legislative din 1928 au fost primele alegeri ce au avut loc după lovitura de stat a lui Józef Piłsudski din 1926. Treizeci și patru de partide au candidat pentru alegerile din 1928.  Piłsudski a fost susținut de BBWR condus de Walery Sławek, care a militat pentru un guvern mai autoritar, declarându-și sprijinul total pentru  Piłsudski  și proclamând a fi o formațiune patriotă, non-partizană și pro-guvernamentală. Alte formațiuni din politica contemporană poloneză și principalele partide includ: Stânga, formată din Partidul Socialist Polonez (PPS, Polska Partia Socialistyczna) condus de Ignacy Daszyński; Comuniștii polonezi (Komunistyczna Partia Polski); două Partide țărăniste poloneze (PSL, Polskie Stronnictwo Ludowe)cu formațiunile (PSL Wyzwolenie condusă de Jan Woźnicki, și Stronnictwo Chłopskie conduse de Jan Dąbski); Dreapta (endecja, reprezentată prin Asociația Națională Populară (Związek Ludowo-Narodowy) condusă de Stanisław Głąbiński); Centrul, format din gruparea PSL, PSL Piast reprezentată de Wincenty Witos, Democrația creștină (Polonia) (Chrzescijańska Demokracja)  al lui Wojciech Korfanty și Partidul Național Muncitoresc ((Narodowa Partia Robotnicza) condus de Adam Chadzyński; și nu în ultimul rând, minoritățile, reprezentate prin Blocul Național al Minorităților (Blok Mniejszości Narodowych).
Guvernul a aplicat multă presiune pentru a asigura victoria pentru candidații săi. Propaganda mass-media a fost distribuită,iar suporterii Sanacja au încercat să suprime manifestațiile de opoziție, câteva liste reprezentând candidaturile din opoziție au fost declarate nule de către instituțiile guvernamentale aparent neutre. Presiune a fost exercitată și asupra angajaților statului pentru a-și exercita votul pentru BBWR și să participe la campania sa electorală. Fondurile publice au fost redirecționate către BBWR, care au fost folosite pentru imediata instalare guvernamentală. În ciuda acestor nereguli, alegerile din 1928 sunt în general considerate ultimele alegeri libere din Polonia până în 1989 (sau 1991), partidele din opoziție reușind să își exercite campania și să își prezinte candidați, rezultatele fiind declarate nefalsificate.

## Rezultate
|  | Partid                                | Locuri în Seim | Locuri în Senat |
|  | ------------------------------------- | -------------- | --------------- |
|  | Bezpartyjny Blok Współpracy z Rządem  | 125            | 48              |
|  | Polska Partia Socjalistyczna          | 64             | 10              |
|  | Blok Mniejszości Narodowych           | 61             | 22              |
|  | Polskie Stronnictwo Ludowe Wyzwolenie | 41             | 7               |
|  | Związek Ludowo-Narodowy               | 38             | 9               |
|  | Chrzescijańska Demokracja             | 34             | 6               |
|  | Polskie Stronnictwo Ludowe Piast      | 30             | 2               |
|  | Stronnictwo Chłopskie                 | 25             | 3               |
|  | Narodowa Partia Robotnicza            | 11             | 3               |
|  | Związek Robotników i Chłopów          | 7              | 0               |
|  | Independent                           | 8              | 1               |
|  | Total                                 | 444            | 111             |

## Deznodamant
Puțin mai mult de jumătate din cei care au dreptul de vot au votat; a fost una dintre perioadele cu cea mai mica prezență la vot a populației din istoria alegerilor din Polonia ( Alegerile legislative din Polonia din anul 1935, fiind cea mai mică). Blocul guvernamental BBWR a câștigat cel mai mare număr de locuri (125 din 444 în Seimul (Parlamentul polonez) - 28.12% din total, și 48 din 111 în Senatul Poloniei - 43.24% din în total); partidele de opoziție, cu toate acestea, au câștigat majoritatea locurilor rămase,, Stânga - incluzând Comuniștii polonezi - câștigând un numai mai mare de locuri decât Drepturile Tradiționale Poloneze . Groth constată că alegerile au arătat o fragmentare în creștere progresivă a electoratului polonez, o creștere constantă și semnificativă a voturilor minorităților etnice; creșterea rapidă a Partidul Socialist Polonez ca o forță majoră față de mai puțin stabila Stângă și slăbirea substanțială a partidelor de dreapta și a suporteriilor lui Piłsudski, ca BBWR, în ciuda pretențiilor sale de a fi mai sus de diviziunile partidelor tradiționale, de fapt, a atras cea mai mare parte de sprijin din partidele de Dreapta.  
Deși opoziția față de Sanacja nu a reușit să obțină controlul Sejm-ului, acesta a fost capabil să arate puterea și pentru a preveni pe Sanacja de la preluarea controlului asupra Sejm. Acest lucru l-a convins pe Piłsudski și pe susținătorii săi că măsuri mai drastice trebuie să fie luate în relațiile cu opoziția. Politicienii din opoziție incepând a fi ce în ce mai persecutați și  amenințați.
Partidele din opoziție au format Centrolew, o coaliție care să se opună guvernului Sanacja. Acțiunile lor au dus la un vot de neîncredere pentru guvernul Sanacja și pentru dizolvarea Parlamentului. Noile alegeri au avut loc în 1930; cu toate acestea, Sanacja reușit să pună sub arest mulți politicieni din Centrolew - alegerile din 1930 nu sunt considerate libere.